# Arsenio Rodríguez
Ignacio de Loyola Rodríguez Scull, conocido como Arsenio Rodríguez (Güira de Macurijes, Matanzas, Cuba, 30 de agosto de 1911 - Los Ángeles, California, Estados Unidos, 31 de diciembre de 1970) fue un compositor e intérprete de tres cubano con un importante papel en el desarrollo del llamado son montuno.  Su formación de conjunto con varias trompetas, definió un sonido que, visto en perspectiva, sentó las bases para el desarrollo de lo que hoy se conoce como salsa. Fue un prolífico compositor, escribió cerca de 200 canciones, la mayoría salpicadas de humor y doble sentido.

## Biografía
De niño, Rodríguez quedó ciego cuando un caballo (o una mula) lo pateó en la cabeza, hecho que marcó el resto de su existencia.
Más tarde se hizo músico y llegó a ser uno de los directores de conjunto más renombrados en Cuba. Fue un inspirador del concepto musical de los "conjuntos cubanos" al incorporar  tumbadoras,  piano y tres trompetas al formato tradicional de los grupos de son.
Entre sus músicos se encontraban, en el piano, Rubén González y, más tarde, Lily Martínez Griñán; en las trompetas, Félix Chapotín y Chocolate Armenteros, al bongo, Papa Kila, entre otros. También contó con colaboraciones de Chano Pozo y Machito, así como de su primo René Scull como cantante. A la partida de Arsenio a Estados Unidos, Lily Mártinez, quien fungía en cierta medida como su director musical, quedó al frente del conjunto en Cuba.
Rodríguez viajó a los Estados Unidos a principios de los 50, pues tenía esperanzas de someterse a cirugía y recobrar la visión. Luego del diagnóstico médico que le informó que no era posible que volviera a ver, Arsenio, sumido en un intenso dolor, compuso uno de sus principales temas: La vida es un sueño, de letra profunda a diferencia del doble sentido, el humor y los signos de religión africana que acostumbrara a tratar en sus composiciones. En los EE. UU. siguió publicando discos, principalmente para Tico y Blue Note. Para esta última compañía grabó Tribilín cantore y Palo congo, aunque este último fue editado bajo el nombre de Sabú Martínez, pese a que Rodríguez compuso casi todos los temas, cantó y tocó el tres y la percusión.
Entre sus temas más populares están Bruca maniguá —la primera canción suya que se grabó, originalmente interpretada por Miguelito Valdés con la Orquesta Casino de la Playa, Mami, me gustó, El divorcio, Papa upa,  'El reloj de Pastora, Fuego en el 23, La yuca de Catalina y el ya mencionado La vida es sueño, 
A finales de los años 60 el mambo "estalló", y Rodríguez continuó tocando con su típico estilo. Llegó a grabar algunos boogaloos no muy exitosos y la popularidad del grupo fue declinando. Intentó un nuevo comienzo en Los Ángeles pero murió en 1970 y su cuerpo fue enviado a Nueva York para sus funerales. Se ha especulado mucho sobre su situación económica durante sus últimos años pero Mario Bauza niega que muriera en la pobreza, argumentando que Rodríguez tenía, aunque modestos, unos ingresos por concepto de derechos de autor.

## Relevancia
Aunque Arsenio murió en un relativo anonimato en Los Ángeles, su música está considerada hoy en día como una inspiradora obra de arte. Exploró los ritmos afrocubanos y enfatizó el papel protagonista del tres, llegando a ser uno de los treseros más grandes de todos los tiempos. 
Sus canciones y su ritmo todavía viven en las recreaciones de sus temas en las famosas salsas y su música y concepción de conjunto es inspiración para salseros. Después del 50, las bandas grandes que estaban de moda durante la época del mambo, dejaron de estarlo. Sin embargo, los grupos o conjuntos gracias al importante papel desempeñado por Arsenio en la música cubana constituyeron una referencia determinante en lo que hoy en día se denomina "música latina", en especial la salsa.
Fue intuitivo y universal en todo el proceso de fusión que fue su música. Arsenio Rodríguez es, junto a Ignacio Piñeiro, Ñico Saquito, Miguel Matamoros, María Teresa Vera y Benny Moré, uno de los padres de la cultura popular cubana.

## Discografía

### Álbumes de Arsenio Rodríguez
- Dame un cachito pa huele/Cangrejo fue a... (RCA, 1946)
- Semilla de caña brava (RCA, 1946)
- Lo dicen todos: La vida es un sueño (RCA, 1947)
- Serenede (SMC, 1947)
- El cerro tiene la llave/No vuelvo a Morón (RCA, 1948)
- Esa china tiene coimbre/A Belén le toca ahora (RCA, 1948)
- Rumba palo cucuye/Tintorera ya llegó (SMC, 1948)
- Yo no engaño a las nenas/Tecoloro (SMC, 1948)
- Palo tiene curey/Él (RCA, 1949)
- Anabacoa (RCA, 1950)
- Caminante y labori/Mira que soy chambelón (RCA, 1951)
- Pa que gocen/Jagüey (Tico, 1952)
- Mambo en la cueva (RCA, 1956)
- Buenavista en guaguancó/Carraguao alante (Puchito, 1957)
- Tribilín cantore (Blue Note, 1958)
- Primitivo (Tico, 1960)
- Son pachanga (SMC, 1962)
- La pachanga (Tico, 1963)
- Arsenio dice (Tico, 1968)
- Sabroso y caliente	(Antilla)
- Los barrios de La Habana (Orfeon, 2003)
- Arsenio Rodríguez y su conjunto. Vol. 1 (Ansonia)
- Arsenio Rodríguez y su conjunto. Vol. 2 (Ansonia)
- Quindembo/AfroMagic (Epic)
- Sesiones legendarias (SMC)
- Viva Arsenio (Bang)

### Con Sabú Martínez
- Palo Congo (Blue Note, 1957)

### Recopilaciones en CD
Entre la infinidad de recopilaciones de música de este artista, cabe destacar, por su calidad y disponibilidad:
- Cómo se goza en el Barrio (Tumbao Cuban Classics, 2004)
- Dundunbanza 1946-1951 (Tumbao Cuban Classics, 2004)
- Montuneando 1946-1950 (Tumbao Cuban Classics, 2004)

### Álbumes de homenaje
- Orquesta Harlow: Tribute to Arsenio Rodríguez (Fania, 1971)
- Varios: Recordando a Arsenio (Tico, 1972)
- Sierra Maestra: Dundunbanza! (World Circuit, 1994)
- Marc Ribot y los Cubanos Postizos: The Prosthetic Cubans (Atlantic, 1998)
- Marc Ribot y los Cubanos Postizos: ¡Muy divertido! (Very Entertaining!) (Atlantic, 2000)